# Sophie Milman
Sophie Milman (ur. 1983 w Ufie) – kanadyjska piosenkarka pochodzenia żydowskiego, uhonorowana nagrodą Juno.

## Życiorys
Po emigracji z Rosji we wczesnych latach 90., dużą część swojego dzieciństwa spędziła w Hajfie w Izraelu, gdzie osiadła razem z rodzicami. W wieku 16 lat wyemigrowała do Kanady. Zamieszkała w Toronto.
Nie ma wykształcenia muzycznego - ukończyła handel na Rotman School of Management, wchodzącej w skład University of Toronto. Śpiewała jako solistka na wieczorach muzycznych w szkołach wyższych. Przyjaciel zasugerował jej wzięcie udziału w Real Divas - serii koncertów w Toronto. Po kilku występach podpisała kontrakt płytowy. Biegle posługuje się językiem angielskim, hebrajskim, rosyjskim. Mówi również po francusku. Języki te wykorzystuje także w karierze artystycznej.
Do jej najważniejszych muzycznych inspiracji należy twórczość następujących wykonawców: Mahalia Jackson, Sarah Vaughan, Ella Fitzgerald, Nat King Cole, Oscar Peterson i Stevie Wonder. Jej ulubioną piosenkarką jazzową jest Carmen McRae.
Jej debiutancki album studyjny został wydany 12 października 2004 roku w Kanadzie przez Linus Entertainment oraz 21 marca 2006 roku w Stanach Zjednoczonych nakładem Koch Records. Rozszedł się w nakładzie ponad 100 tys. egzemplarzy oraz przyciągnął uwagę krytyków muzycznych.
Piąty z kolei album Milman -  In the Moonlight - został wyprodukowany przez nominowanego do nagrody Grammy Matta Piersona. W jego nagraniu brali udział znani muzycy: pianiści - Gerald Clayton i Kevin Hays, gitarzyści - Julian Lage i Romero Lubambo, basista Larry Grenadier, grający na bębnach Lewis Nash, perkusista Bashiri Johnson oraz soliści: Randy Brecker (skrzydłówka), Chris Potter (saksofon tenorowy), Gregoire Maret (harmonijka ustna). Nad aranżacją utworów muzycznych pracowali Alan Broadbent, Gil Goldstein i Rob Mounsey.
W czasie trwającej wiele lat kariery muzycznej Sophie Milman współpracowała i dzieliła scenę z wieloma artystami, wśród których należy wymienić tak znaczących muzyków jak: Randy Bachman, Chris Botti, Gary Burton, Chick Corea, The Manhattan Transfer, Cesaria Evora, Jesse Cook oraz The Neville Brothers. Występowała w Massey Hall w Toronto, w amfiteatrze Hollywood Bowl w Los Angeles, Kennedy Center w Waszyngtonie, jak również  w Blue Note Jazz Club w Nowym Jorku. Dała koncert na jednym z największych festiwali muzyki jazzowej na świecie – Montreal Jazz Festival.

## Życie prywatne
Ojcem Sophie Milman jest Boris Milman – inżynier budownictwa. Mężem – prawnik, profesor i muzyk Casey Chisick, który jest producentem wykonawczym jej albumów studyjnych: Make Someone Happy, Take Love Easy, jak również koncertu wydanego na płycie DVD – Live in Montreal.

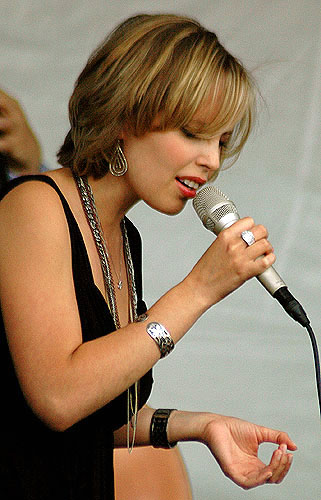
Sophie Milman podczas występu

## Dyskografia
- 2004: Sophie Milman
- 2007: Live at the Winter Garden Theatre
- 2007: Make Someone Happy
- 2008: Live In Montreal
- 2009: Take Love Easy
- 2011: In the Moonlight
- 2013: Her Very Best... So Far

## Nagrody i wyróżnienia
- Juno Award 2006 - nominacja w kategorii "Vocal jazz album of the year": Sophie Milman[17]
- Juno Award 2008 - nagroda w kategorii "Vocal jazz album of the year": Make Someone Happy[10][18]
- Juno Award 2012 - nominacja w kategorii "Vocal jazz album of the year": In the Moonlight[2]